# Imabari
Imabari (今治市  - shi) é uma cidade japonesa localizada na província de Ehime.
Em 2005 a cidade tinha uma população estimada em 176 877 habitantes e uma densidade populacional de 422 h/km². Tem uma área total de 419,56 km².
Recebeu o estatuto de cidade a 11 de Fevereiro de 1920.
A 16 de Janeiro de 2005 as seguintes 11 vilas e aldeias do distrito de Ochi fundiram-se numa única cidade (Imabari):
- Asakura
- Hakata
- Kamiura
- Kikuma
- Miyakubo
- Namikata
- Omishima
- Onishi
- Sekizen
- Tamagawa
- Yoshiumi

## Cidades-irmãs
- Cidade do Panamá, Panamá
- Lakeland, EUA